# Park wiejski w Połajewie
Park wiejski w Połajewie – zabytkowy park, położony we wsi Połajewo, w powiecie czarnkowsko-trzcianeckim, w województwie wielkopolskim.
Park krajobrazowy w Połajewie został założony w XVIII wieku, w pobliżu istniejącego do 1976 roku pałacu. Park o ciekawym drzewostanie zajmuje powierzchnię 7 ha. W parku znajduje się amfiteatr oraz liczne pomniki przyrody, m.in.:
- lipa wielkolistna (obwód 730 cm)
- kasztanowiec zwyczajny
- platan zachodni
- topola biała
- dąb szypułkowy